# Movimento Bwa Kale
O movimento Bwa Kale é um grupo de justiceiros, que surgiu no contexto da insurgência criminal no Haiti, constituído principalmente por numerosos civis munidos com armas improvisadas como paus e facões, que perseguem e matam supostos criminosos e membros de gangues e queimam os seus cadáveres. Segundo O Globo "os grupos não são formados por policiais, mas por civis que se mobilizam em zonas estratégicas, formando barricadas, realizando revistas para evitar a entrada de armas e até impondo toques de recolher para evitar invasões."

## Nomenclatura
O termo “bwa kalé” é uma gíria haitiana que deriva de "bois calé" (em francês) ou “madeira descascada” em crioulo haitiano. Pode ser traduzido como “falo tumescente” (em francês:  phallus tumescent) ou “afie suas estacas” (em francês:  affûtez vos pieux). A expressão também é utilizada para designar um pênis circuncidado ereto.
Continua a ser, acima de tudo, um slogan de mobilização e uma expressão de descontentamento com o Estado. 

## Contexto
A insegurança no Haiti devido à instabilidade política e à proliferação de bandos armados levou a população a fugir. A ONU denuncia uma guerra de gangues. Numerosos sequestros com exigências de resgates levam a população haitiana ao limite. No dia 24 de abril de 2023, em Porto Príncipe, no distrito de Canapé-Vert, um ônibus vindo de Pétion-Ville foi inspecionado pela polícia e catorze pessoas foram presas quando foram descobertas armas de fogo e munições. Espalham-se rumores de que membros de gangues estavam sendo presos. Na sequência, a população se reuniu em frente à delegacia e exigiu a entrega dos criminosos pela polícia. Estes serão linchados, mortos e depois queimados.
Este incidente desencadeou um movimento de revolta que visa eliminar membros de gangues. O risco de falsos criminosos serem condenados à morte é elevado devido aos julgamentos populares e à sua natureza apressada. Também é fácil para membros de gangues infiltrarem-se neste movimento popular.